# Das andere Leben (1948)
Das andere Leben ist ein österreichisches Filmdrama aus dem Jahre 1948 von Rudolf Steinboeck mit Aglaja Schmid, Robert Lindner und Vilma Degischer in den Hauptrollen. Die Vorlage war die Novelle Der 20. Juli von Alexander Lernet-Holenia.

## Handlung
Deutschland im Zweiten Weltkrieg. Elisabeth Josselin ist die Gattin des pflichtbewussten Wehrmachtsoffiziers Walter Josselin. Die junge Jüdin Suzette Alberti, die de facto im Untergrund leben muss, wird im Lauf der Zeit ihre Freundin. Als Suzette wegen eines Schwangerschaftsabbruchs unbedingt ein Krankenhaus aufsuchen muss, ist die Not groß. Denn als „Nicht-Arierin“ ist sie von einer Behandlung ausgeschlossen. Und so begeht Elisabeth ein großes Wagnis, als sie Suzette ihre Dokumente überlässt, unter denen sie sich im Hospital anmelden kann. Dann aber kommt es zur Katastrophe: Suzette überlebt den Eingriff nicht, und auf die Verstorbene, offiziell nunmehr Elisabeth Josselin, wird ein entsprechender Totenschein ausgestellt. So ist die wahre Elisabeth nicht mehr existent und muss fortan das Leben einer abgetauchten Jüdin, das andere Leben, wie der Filmtitel verrät, führen. 
Indes gerät Elisabeths Gatte, der nur am Rande von Elisabeth über das Tauschmanöver informiert worden war und dafür wenig Verständnis aufbringt, in den Strudel des Anti-Hitler-Widerstands, der schließlich zum Attentat des 20. Juli 1944 führt. Über seinen Vorgesetzten General Rissius knüpft Major Josselin die Kontakte zu den entsprechenden Kreisen. Der Putsch geht schief, und auch Josselin, der bereits auf der Fahndungsliste der Gestapo steht, muss abtauchen. Dies gelingt ihm zunächst mit falschen Papieren. Derweil plant seine Frau Elisabeth mit Hilfe des Geheimdienstmannes Bukowsky ins Ausland zu fliehen. Bukowsky, eine kultivierte wenngleich aalglatte Type, hat jedoch ein Auge auf Elisabeth geworfen und will nicht, dass ihr Gatte ihm dabei in die Quere kommt. Kurzerhand lässt Bukowsky Major Josselin verhaften. Das Ehepaar scheint dem Tode geweiht.

## Produktionsnotizen
Das andere Leben entstand zum Jahresbeginn 1948 im Auftrag des Theater in der Josefstadt im Atelier von Wien-Sievering und wurde am 4. Mai desselben Jahres in Wien uraufgeführt. In Deutschland lief der Film am 6. Mai 1949 in München an, Berliner Premiere war am 11. November 1949. Am 27. Oktober 1962 lief der Film erstmals im deutschen Fernsehen (ARD).
Viktor von Struve und Erich Winterstein übernahmen die Produktionsleitung. Herbert Ploberger, Walter Zollin und Anton Schmid gestalteten die Filmbauten.
Regisseur Steinboeck, der hier sein Filmdebüt gab, war zur Drehzeit gerade Direktor des diesen Film produzierenden Theater in der Josefstadt. Auch der 1950er-Jahre-Heimatfilm-Star Gerhard Riedmann gab hier seinen Einstand vor der Kamera.

## Kritiken
“Im Zusammenhang mit DAS ANDERE LEBEN liest man immer wieder, dass in der unmittelbaren Nachkriegszeit sowohl die Thematisierung des Holocaust als auch des Widerstands gegen die Naziherrschaft quasi einem Tabubruch gleichkamen. Nun, angesichts der Wochenschauen muss man klar hinzufügen: im Spielfilm, d. h. der kostspieligsten Form, die Allgemeinheit zu adressieren, zu involvieren, potenziell mit ihrer Verwicklung in die Verbrechen zu konfrontieren, vielleicht aber auch eilfertig zu exkulpieren. Rudolf Steinboecks Langfilmdebüt (das einzig bedeutende Österreichs bis Edwin Zboneks AM GALGEN HÄNGT DIE LIEBE, 1960) findet dafür in einer Novelle Alexander Lernet-Holenias eine (fast perfid-)perfekte Plotkonstruktion in Gestalt eines Identitätentauschs, der nahelegt, dass mit den Juden auch die Nicht-rassisch-Verfolgten starben.”
Der ORF, der sich um die Rettung und Restaurierung verschollen geglaubter Kinofilme der frühen Nachkriegsjahre verdient gemacht hatte, befand: „Vordergründig ist „Das andere Leben“ ein spannendes Spiel mit der Identität, insgesamt aber ein erstaunlicher Beweis der Zivilcourage Alexander Lernet-Holenias, der das damals noch streng tabuisierte Thema der Judenverfolgung kurze Zeit nach dem Krieg literarisch aufgegriffen hatte. Das ambitionierte Filmstudio des Theaters in der Josefstadt, das allerdings nicht lange bestand, griff den Stoff auf und verfilmte ihn mit hervorragenden Schauspielern des Hauses. „Das andere Leben“ ist einer der ganz raren Zeugnisses der künstlerischen Auseinandersetzung mit dem Widerstand in den Jahren unmittelbar nach dem Zweiten Weltkrieg.“
Das Lexikon des Internationalen Films urteilte: „Widerstand und Rassenprobleme in einem oberflächlichen Filmdrama.“
Falter.at befand, der Film zähle zu den „raren Sternstunden“ des österreichischen Nachkriegskinos.